# 喜马拉雅大黄
喜马拉雅大黄（学名：Rheum webbianum）为蓼科大黄属下的一个种。

## 扩展阅读
- 維基物種上的相關：喜马拉雅大黄